# تشو شيان وانغ
تشو شيانوانغ (مواليد نوفمبر 1963) هو سياسي صيني شغل منصب نائب سكرتير لجنة الحزب الشيوعي وعمدة مدينة ووهان، عاصمة مقاطعة خوبى بوسط الصين. دخل إلى القوى العاملة في سبتمبر 1980، وانضم إلى الحزب الشيوعي الصيني في يناير 1987.
في ديسمبر 2019، اندلعت جائحة فيروس كورونا 2019–20 الممعروفة علميا باسم كوفيد 19، في ووهان، اتهم السكان المحليون تشو ورئيسه، سكرتير الحزب ما غوه تشيانغ بالتباطؤ في الاستجابة للوباء.
في 27 يناير 2020، في مقابلة مع التلفزيون الوطني الصيني، اعترف تشو بأن حكومة المدينة لم تكشف على الفور عن معلومات حول تفشي المرض وعرض استقالته عقب قرار عزل المدينة في 23 يناير.